# Daniele Molmenti
Daniele Cristoforo Molmenti (* 1. srpna 1984 Pordenone) je italský vodní slalomář, kajakář závodící v kategorii K1.
Jedinou medaili z individuálního závodu na mistrovství světa získal v roce 2010, kdy šampionát vyhrál. Kromě toho je držitelem jedné zlaté, dvou stříbrných a dvou bronzových medailí ze závodů hlídek. Mistrovství Evropy v závodě K1 vyhrál v letech 2009, 2011 a 2012. V roce 2010 zvítězil v celkovém pořadí Světového poháru v závodech K1. Na Letních olympijských hrách 2008 v Pekingu byl desátý, v Londýně 2012 získal zlatou medaili.